# Manfred Wolf (Archivar)
Manfred Wolf (* 6. Juli 1933 in Brieg/Oder; † 11. November 2020 in Münster) war ein deutscher Archivar.

## Leben
Die Familie musste bei Kriegsende fliehen und siedelte sich im Münsterland an. Er besuchte das Gymnasium in Coesfeld und studierte Latein und Geschichte in Münster und in Freiburg. Im Jahr 1964 promovierte er über die Stellung der kaiserlichen Freigelassenen und Sklaven im römischen Reich. Er besuchte danach die Archivschule Marburg. Seit 1967 war er in Düsseldorf am Hauptstaatsarchiv tätig und wechselte ein paar Jahre später zum Staatsarchiv Münster. Dort war er zunächst schwerpunktmäßig für das Gebiet des Herzogtums Westfalen und die Regierung in Arnsberg zuständig. Als er 1998 in den Ruhestand trat, war er Staatsarchivdirektor und Leiter der Abteilung I.
Von ihm stammen eine Reihe grundlegender Quelleneditionen für das kölnische Westfalen. Dazu zählten die Urkunden und Akten des Klosters Grafschaft (1972), Quellen zu Stift und Freiheit Meschede (1981) und die Urkunden des Klosters Oelinghausen (1992). Er veröffentlichte 2005 eine Edition der Urkunden des kölnischen Westfalen 1301–1325 und 2012 die Visitationsprotokolle im Herzogtum Westfalen der frühen Neuzeit. Im Jahr 2014 legte er eine Edition des ältesten Lehnsregisters der Kölner Erzbischöfe vor. Hinzu kamen zahlreiche Aufsätze und Arbeiten zu Ortsgeschichten (Völlinghausen, Olpe, Drolshagen, Freienohl, Meschede, Medebach, Grafschaft, Oedingen, Hüsten, Wenden, Fredeburg, Bilstein, Marsberg). Eine ganze Reihe davon waren historische Stadtatlanten. Neben seinem Schwerpunkt im Herzogtum Westfalen legte er auch Editionen zu den Bischöfen in Münster und Minden, dem Kloster Gravenhorst und weiteren Bereichen vor. Wolf war seit 1992 Mitglied der historischen Kommission für Westfalen.